# Saxotromba

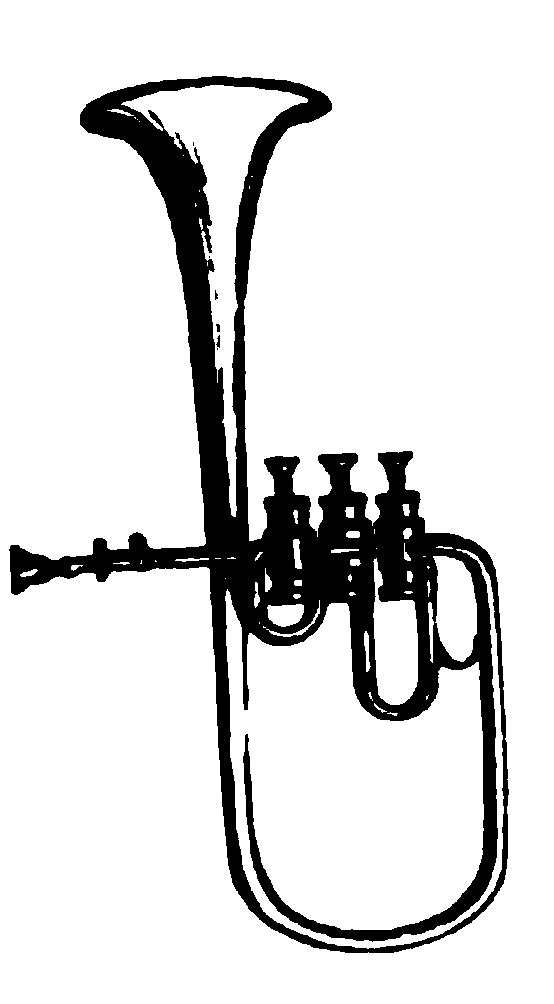
Dessin d'un saxotromba

Le saxotromba est un instrument de musique de la famille des cuivres, créé en 1844 par Adolphe Sax qui le destinait, comme le saxhorn, à être utilisé en particulier pour les fanfares ou la musique militaire. L'armée française cessera son utilisation en 1867 mais sa fabrication perdurera jusqu'au début du vingtième siècle, période durant laquelle il sera ponctuellement utilisé dans l'opéra notamment à Paris.

Ses caractéristiques techniques ne sont pas connues avec certitude, Il est souvent confondu avec le Saxhorn dont il se rapproche de par sa conception, il s'en dissocie pourtant du fait de sa sonorité différente 

## Histoire
Adolphe Sax, de son vrai nom Antoine-Joseph Sax, est un facteur d'instrument de musique surtout connu pour l' invention du saxophone.
Élevé par un père pratiquant lui aussi cette profession, à savoir Charles Joseph Sax, à qui l'on doit notamment diverses améliorations sur le cor de chasse, la harpe ou encore le piano.
C'est à l'âge de 15 ans, en 1829 qu’Adolphe présente ses premières fabrications d'instruments dans le cadre d'un concours , il s'agira de 2 flûtes et d'une clarinette, il étudiera par la suite ces 2 instruments au conservatoire royal de Bruxelles dans lequel il sera intégré 
Entre 1838 et 1840, Adolphe Sax commence ses premières recherches pour la création du saxophone, instrument qui le rendra célèbre 
Et c'est donc en Octobre 1845 qu'Adolphe Sax dépose un brevet pour le saxotromba, dont la construction , au moyen de plusieurs modifications peut-être appliquée aux saxhorns , cornets, trompettes ou encore trombones.
Bien que l’instrument n’ait pas perduré dans le temps, sa forme oblongue est actuellement conservé pour les tubas ou encore les saxhorns.

## L'étendue
Comme écrit dans le “traité d’instrumentation” de 1855, Hector Berlioz a affirmé qu’il existait autant de Saxotrombas que de Saxhorns au niveau des familles de tonalité, soit neuf. Au début de sa création, en 1845, Sax n’avait créé que 5 Saxotrombas différents (les 4 autres n’ont été créés que plus tard dans les années 1850).
Les 5 premiers Saxotrombas étaient le soprano en Mi bémol 3, l’alto en si bémol 4, le ténor en mi bémol 7, le baryton en si bémol 9 et la basse en si bémol 9. Les deux derniers étant les mêmes (même étendue, taille et hauteur) à une exception près, l’alésage.
Comme le Saxhorn, le Saxotromba est un instrument transpositeur. Ses partitions sont toujours écrites en clé de sol, cependant le son produit dépend de la taille de l’instrument.
Dans le tableau suivant, tous les Saxotrombas possibles sont mentionnés avec leurs étendues de tessiture. Ceux en gras sont les originaux créés en 1845. 
| Nom          | Clé | Fondamental | Transposition                                   | Étendue de tessiture |
| Haut Soprano | C   |             | Une octave au dessus                            |                      |
| Haut Soprano | B♭  |             | Une septième mineure au dessus                  |                      |
| Soprano      | E♭  |             | Une tierce mineure au dessus                    |                      |
| Alto         | B♭  |             | Une seconde majeure en dessous                  |                      |
| Tenor        | F   |             | Une quinte juste en dessous                     |                      |
| Tenor        | E♭  |             | Une sixte majeure en dessous                    |                      |
| Basse        | B♭  |             | Une neuvième majeure en dessous                 |                      |
| Contrebasse  | E♭  |             | Une treisième majeure en dessous                |                      |
| Contrebasse  | B♭  |             | Une octave plus une neuvième majeure en dessous |                      |